# نيجرو ماتاباكوس
نيجرو ماتاباكوس كانَ كلبًا تشيليًا اكتسب سُمعةً سيّئةً في صفوفِ الشرطة وباقي فروع القوات المسلحّة التشيليّة بسببِ مشاركته في احتجاجات الشوارع التي وقعت في مدينة سانتياغو عام 2010. تميّز نيجرو ماتاباكوس بفراءه الأسود الداكن وبمنديله الأحمر الذي كان يُربط حول عنقه؛ على الرغم من أنه كان لديه أيضًا مناديل زرقاء وبيضاء. سُمِّي الكلبُ بهذا الاسم نسبةً لكلمة ماتا (بالإسبانية: Mata)‏ التي تعني حرفيًا القَتْلُ وكلمة باكو (بالإسبانية: Paco)‏ وهي كلمة تشيليّة عاميّة تعني الشرطي.

## السيرة الذاتيّة

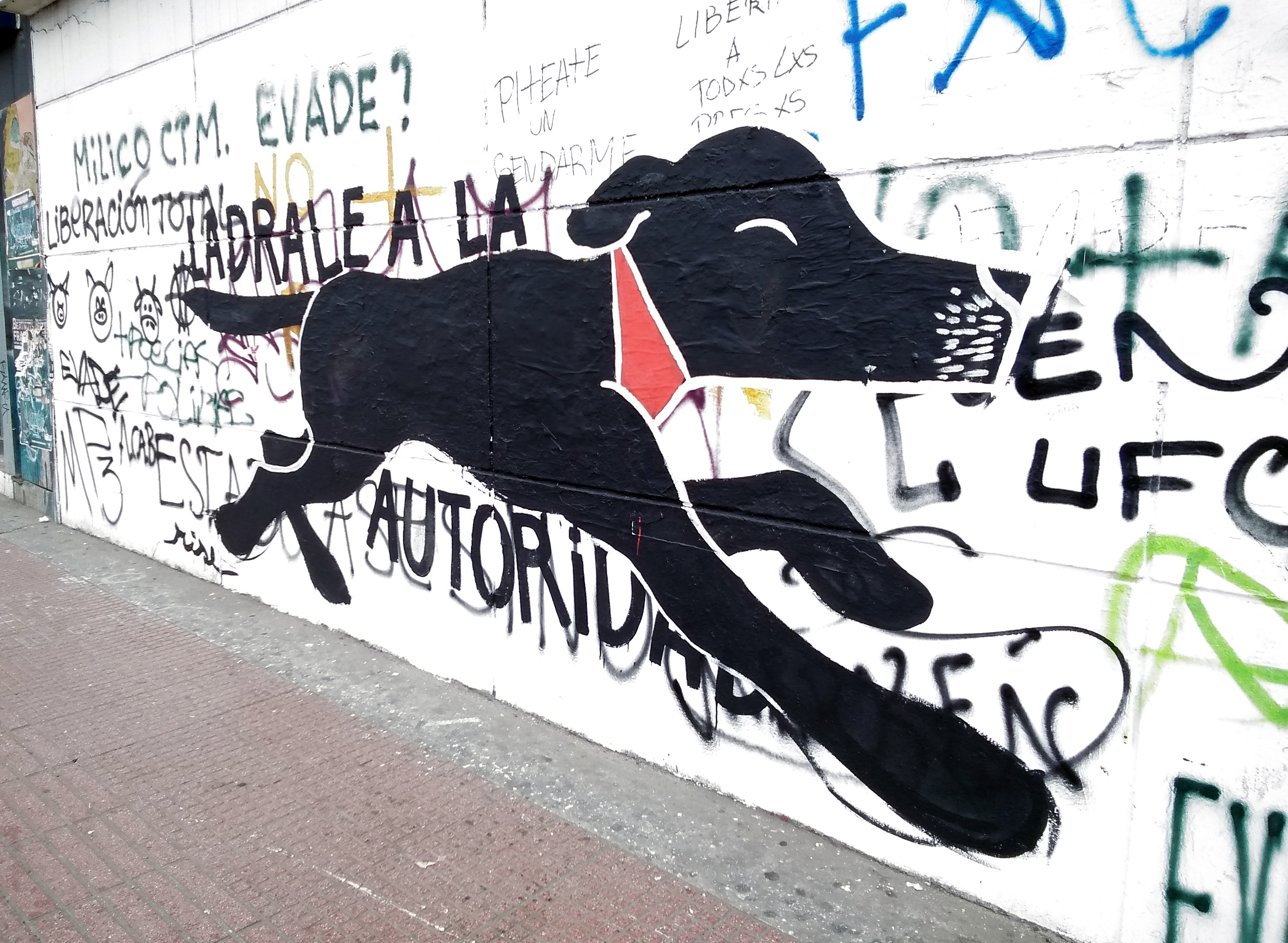
تمثيل الكلب "نيجرو ماتاباكوس" في لوحة جدارية مخدوشة في لا سيسترنا، تشيلي.

لقد اكتسبَ نيجرو ماتاباكوس سمعةً سيئةً في الأوساط الجامعية في مدينة سانتياغو وخاصة في جامعات سانتياغو ومؤسساتها، فخلال احتجاجات الطلاب عام 2011 أصبحَ ماتاباكوس معروفًا بسببِ مشاركتهِ في مسيرات الشوارع ومهاجمة أعضاء مجموعة كارابينيروس دي تشيلي (بالإسبانية: Carabineros de Chile)‏ فحصلَ على تعاطفِ المحتجين؛ بل قال مالكهُ إنَّهُ سيستمرُّ في المشاركة في المظاهرات طوال العقد.
على الرغم من أن نيجرو ماتاباكوس كان يُعتبر «كلبًا ضالًا» إلا أن وجودهُ في مقرِّ عددٍ من الجامعات وفي شوارعِ سانتياغو مكَّنهُ من الحصول على «مالكٍ» رعاهُ والحديث هنا عن ماريا كامبوس التي احتضنتهُ عام 2009 ووفّرت له سريرًا كما ربطت منديلًا حول عنقه وعملت على إطعامهِ طوال الوقت. خلال مشاركته في المظاهرات في الشوارع؛ أَطلقت عليه العديد من وسائل الإعلام اسم «لوكنيكوس التشيلي» بسبب تشابههِ مع الكلب الذي اشتهر خلال الاحتجاجات في اليونان بين عامي 2010 و2012.
تُوفيّ نيجرو ماتاباكوس في 26 آب/أغسطس 2017 لأسباب طبيعية حسب ما أعلنَ عنهُ الأطباء البيطريون الذين كانوا يعتنون به. تُشير بعض المصادر إلى أنَّ ماتاباكوس تركَ في وقتِ وفاته 32 حفيدًا من 6 كلابٍ مُختلفةٍ.

## الذكرى

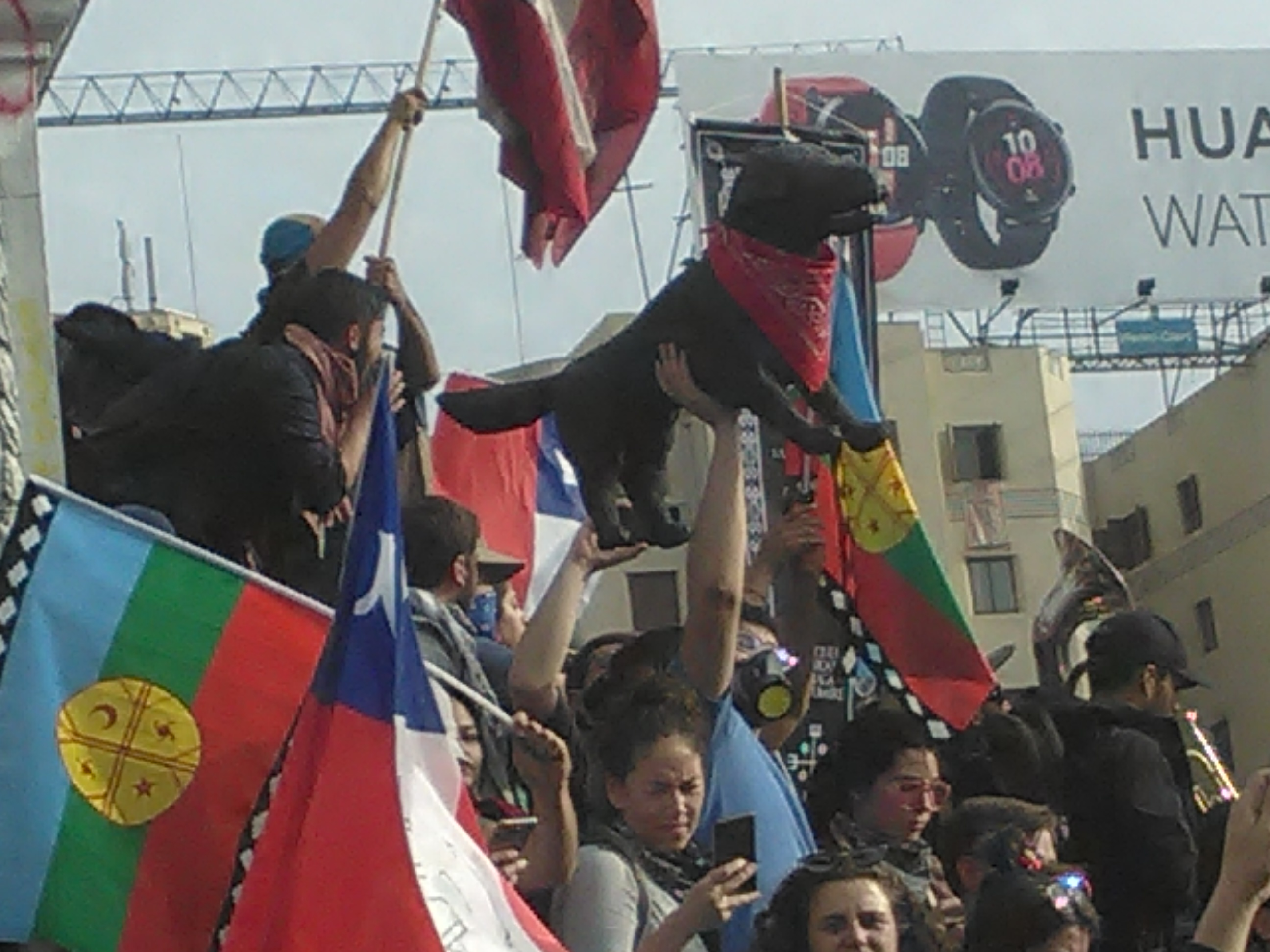
منحوتة من الورق لنيجرو ماتاباكوس خلال مظاهراتٍ في بلازا باكيدانو

بحلول كانون الأوّل/ديسمبر 2013؛ صدرَ فيلمٌ وثائقيّ بعنوان «ماتاباكو» (بالإسبانية: Matapaco)‏ من إنتاج فيكتور راميريز، كارولينا غارسيا، ناياريث ناين، فرانسيسكو ميلان وسيرجيو ميدل يحكي قصّة الكلب نيجرو ماتاباكوس. فازَ الفيلمُ بجائزة أفضل فيلم وثائقي في مهرجان سانتو توماس في فينيا ديل مار.
خلال الاحتجاجات التشيلية عام 2019؛ حضر نيجرو ماتاباكوس مرةً أخرى ولو بشكلٍ غير مباشرٍ حيثُ استوحى المتظاهرون الإلهام منه أثناء المظاهرات في الشوارع وطبعوا صوره على مختلف الملصقات والجداريات كما صنعوا له تماثيل ورقيّة بينما طالب آخرون بصنعِ تمثال تذكاري له يتمُّ نصبهُ في مكانٍ عام.
بحلول 18 تشرين الثاني/نوفمبر 2019؛ أُدخل تمثال نيجرو ماتاباكوس إلى سنترال بارك في مدينة نيويورك بنفس الطريقة التي أُدخل بها تمثال هاتشيكو داخل محطة شيبويا في طوكيو باليابان.
خلال عمليات الهروب الجماعي التي حدثت في 1 تشرين الثاني/نوفمبر من نفس العام في مترو نيويورك احتجاجًا على قمع الشرطة؛ ظهرت الكثير من الملصقات في محطات تلك المدينة مع صورة نيجرو ماتاباكوس وهو بصددِ القفز من فوق الأبواب في إشارةٍ لما يقومُ به المتظاهرين خوفًا من ضرب الشرطة لهم.